# Véronne
Véronne è una frazione del comune di Saillans, nel dipartimento della Drôme della regione dell'Alvernia-Rodano-Alpi. In precedenza comune autonomo, il 1º gennaio 2025 è confluito nel nuovo comune di Saillans.

## Società

### Evoluzione demografica
Abitanti censiti